# Gaetano av Thiene
Gaetano av Thiene eller Cajetanus av Thiene, född 1 oktober 1480 i Vicenza, död 7 augusti 1547 i Neapel, var en romersk-katolsk präst. Tillsammans med Giovanni Pietro Carafa grundade han år 1524 Teatinorden. Gaetano av Thiene vördas som helgon inom Romersk-katolska kyrkan, med minnesdag den 7 augusti.

### Webbkällor
- ”St. Cajetan”. Catholic Encyclopedia. New Advent. http://www.newadvent.org/cathen/03145a.htm. Läst 8 augusti 2017.
- ”San Gaetano Thiene, sacerdote”. Santi e Beati. http://www.santiebeati.it/dettaglio/28700. Läst 8 augusti 2017.